# سسکک خاکسترگون
سسکک خاکسترگون (نام علمی: Prinia socialis) نام یک گونه از سرده سسکک است.